# Prowincja Lusaka
Prowincja Lusaka – jedna z 10 prowincji w Zambii, znajdująca się w centralno-południowej części kraju.

## Dystrykty
Prowincja Lusaka jest podzielona na 6 dystryktów:
| - dystrykt Chilanga - dystrykt Chongwe - dystrykt Kafue - dystrykt Luangwa - dystrykt Lusaka - dystrykt Rufunsa |